# Courpalay
Courpalay település Franciaországban, Seine-et-Marne megyében. Lakosainak száma 1497 fő (2022. január 1.). Courpalay La Chapelle-Iger, Quiers, Aubepierre-Ozouer-le-Repos, Bernay-Vilbert és Gastins községekkel határos.

## Népesség
A település népességének változása:
| Lakosok száma | 1449 | 1409 | 1380 | 1323 | 1305 | 1294 | 1272 | 1385 | 1497 |
|               | 2013 | 2015 | 2016 | 2017 | 2018 | 2019 | 2020 | 2021 | 2022 |